# Chuty
Sergio Castro Gisbert (Entrevías, Madrid, 12 de febrero de 1993), conocido popularmente como Chuty, es un freestyler español de batallas de gallos. 

## Biografía
Natural de Vallecas, Chuty empezó a rapear a la temprana edad de 14 años y sus primeras batallas se dieron en 2007, en el Parque de Enrique Tierno Galván situado en Madrid.
Comenzó a ser conocido en batallas callejeras por los años 2008 y 2009.
En 2010, ganó su primer título al ganar Urban Fighters en Madrid haciendo dupla con Mr. Ego.
Fue coronado campeón de la Gold Battle de 2011 tras vencer a Negro en la final. Ese mismo año también consiguió el campeonato frente a Paulon en la Urban Festival Torrejón 2011. 
En 2012, compitió en el Hipnotik Festival y quedó subcampeón al perder con Kapo013.
En el año 2013, decidió a apuntarse al regreso de Red Bull logrando la coronación en la regional de Madrid. Esto le daría la clasificación para la nacional en Sevilla, donde salió campeón de España luego de vencer a Khan, Kensuke, Babi y Eude. Gracias a esta victoria, representó a España en la internacional en Argentina. Allí, perdió en semifinales frente al mexicano Jony Beltrán.
Durante los años 2014 y 2015, Chuty se mantuvo ausente de las competencias y se centró más en sus estudios universitarios, aunque continuó rapeando e incluso fue de jurado a muchos eventos.
En 2016, Chuty anunció su vuelta a la competencia después de dos años. Quedó subcampeón nacional en Valencia, donde perdió contra Skone. Sin embargo, obtuvo la oportunidad de ir a la internacional, gracias a las votaciones que se hicieron para llevar a uno de los subcampeones nacionales. En la internacional en Perú, perdió en octavos, de nuevo contra Jony Beltrán. A finales de ese año, Chuty fue a la Big Bang Double AA en Argentina donde logró alzarse con el campeonato venciendo a Papo en la final.
Desde 2017, forma parte del grupo Freenetiks junto a Invert, Skone y DJ Hazhe. Cabe añadir que mientras participaba en las competencias se sacó el graduado el 18 de mayo de 2017 por la Universidad Rey Juan Carlos en la carrera de ADE. También, ese año ganó la competición Most Wanted Spain, batalla que buscaba el batallero más completo de los conocidos en el país. Chuty fue convocado a la Freestyle Master Series, que fue la primera liga profesional de freestyle donde Urban Roosters reunió a los 10 mejores freestylers españoles del momento. Durante las 9 fechas de la competición mostró un nivel elevado, coronándose como campeón invicto, con 26 de los 27 puntos posibles, ya que en la primera jornada venció con réplica a Errecé. Al ser el actual subcampeón nacional, Chuty pudo participar directamente en la nacional de Red Bull 2017 sin necesidad de ir a ninguna regional. El 23 de septiembre de 2017 se proclamó campeón español en el Palacio de Deportes de la Comunidad de Madrid tras vencer a Vegas, Errecé, Blon, y Force en la final. Con esta victoria consiguió la clasificación para la internacional, que se celebraría en México, y su bicampeonato nacional. En la Internacional, que se disputó el 3 de diciembre de 2017 en México, cayó eliminado en octavos frente a Yenky One, tras una votación polémica. Una semana después de este revés, se proclamó campeón de la FMS, con dos jornadas de antelación tras derrotar a Skone. 
En 2018, renunció a participar en la Red Bull, a pesar de haber sido el campeón nacional de la edición anterior. Su puesto lo ocupó Elekipo. A pesar de eso, Chuty siguió activo participando en otras competiciones y haciendo varias batallas de exhibición con los mejores freestylers a nivel internacional. Ganó la regional de BDM en Madrid, la Big Battle de Sevilla, la competición Reyes del Freestyle en Murcia, Supremacía MC en Perú, la LFP en Perú y la BDM Deluxe en Chile. En las dos últimas le ganó en ambas finales a Aczino. Asimismo, durante todo el 2018 y principios del 2019 participó en la segunda temporada de FMS España, en la cual salió como campeón y donde solo perdió una batalla (contra Blon).
En 2019, participó en la Ghetto Dreams League, donde fue eliminado en cuartos contra Aczino. En Pangea (2vs2), junto a este último quedarían subcampeones ante Cacha y Dominic. Más adelante, participaría en la God Level 3vs3 junto a Skone y Force, con quienes representaría a España. Ganaron en primera ronda al Team Chile, luego, perderían contra el Team Perú; quedarían en tercer lugar por aquella jornada celebrada en México, disputando ese puesto ante el Team Argentina. En la segunda jornada, cuya sede fue Chile, perderían ante el Team Perú en primera ronda, tal como en la anterior. Finalmente, en la tercera jornada ganarían al Team Venezuela y al Team Argentina. Perderían por tercera vez frente el Team Perú. Con estos 3 resultados, Chuty y el Team España lograrían quedar en el cuarto puesto de la tabla general de la competencia, con 4250 puntos. También, en 2019, ganó su tercera FMS tras un altísimo rendimiento, finalizando la temporada con 25 puntos y solo una derrota con réplica a lo largo del ciclo (Skone). Cabe añadir que disputó una "final" acordada contra Bnet pese a que ya era matemáticamente campeón. Tras esto, se clasificó a la FMS Internacional. Poco después, ganó la God Level All Stars junto a Aczino en un evento de duplas con las mayores estrellas del panorama.
En 2020, participó en la God Level All Stars World Edition junto a Skone como dupla en representación de España en un evento que se realizó en 3 sedes, siendo las mismas Teatro Caupolicán (Chile), Domo Care (México), Palacio Vistalegre (España) siendo esta última la sede final del evento. Chuty y Skone se convertirían en los campeones de esta competición, con 2 primeros lugares (Chile y España) y 1 tercer lugar (México). Más tarde, participaría en la FMS Internacional, llegando a la final, perdiendo contra Aczino. En septiembre, logró ganar junto a BTA, EnTresDosUnoBattes (2vs2) venciendo a Skone y Force en la final. En octubre, se dispuso a participar en la Red Bull España, sin embargo sufrió un contagio de COVID-19, impidiendo su participación.
En 2021, se hizo realizador de directos en la plataforma Twitch, logrando un gran alcance y retransmitiendo durante 4 meses para luego abandonar y enfocarse en su regreso al freestyle. En julio, participó en la USN World Summer Cup, teniendo exhibiciones con Blon, Klan y Aczino, para luego participar en el fases eliminatorias ganándole a Stuart, Rapder y Sweet Pain, clasificándose a la final. En la fase final, se enfrentó a Force en cuartos, Mnak en semifinales y Gazir en la final, logrando ganar esta competición. En octubre, participó en la God Level Grand Slam junto a Gazir, Skone y Sara Socas (Team España), ganándole en la final al Team México, la anfitriona.
En diciembre de ese mismo año se daría su regreso a FMS España tras una temporada de alejamiento de dicha competición, temporada donde seguiría manteniendo un alto nivel siendo puntero durante varias fechas consecutivas.
Para el 2022 volvió a ganar la USN World Summer cup tras vencer a Jesús LC y Escape en la fase preliminar, Hander en cuartos, mecha en semis y Gazir en la final repitiendo la final del año pasado.
En ese mismo año participa junto a Marithea en una nueva edición de God Level All Stars celebrado en 4 sedes (Colombia, Chile, Argentina y España) siendo campeón del torneo tras conseguir un primer lugar en Argentina y 2 terceros lugares en Chile y España.
A inicios de 2023 perdió la final de FMS España en la última fecha ante Gazir perdiendo así su primera liga. Sin embargo, se resarció en marzo de 2023 coronándose campeón de FMS internacional tras vencer a Nitro en los play-off, Zaina en octavos, Rapder en cuartos, Gazir en semis cobrándose la revancha de esa final perdida de FMS España y Mecha en la final luego de una réplica.
En junio de 2023 gana la regional de Madrid consiguiendo su cupo para participar en la nacional de España realizada en septiembre, nacional que terminaría ganando luego de vencer a Zoyert en octavos, LE33 en cuartos, Segrelles en semis y Mnak en la final, obteniendo de esta manera su cupo para la internacional que finalmente lograría en diciembre de 2023 en Bogotá, Colombia. A finales de año, volvió a caer ante Gazir en la final de FMS España, algo que no le privó de volver a FMS Internacional en el Pepsi Center de CDMX para ser vencido por Larrix en semifinales.
El 2024, para Chuty comenzó de muy buena manera, participando en una de las competiciones con mayor relevancia del circuito, Freestyle Master Series Internacional donde lograría un puesto en semifinales tras caer eliminado por el campeón vigente de la competición, el argentino Larrix. Además participó en la segunda edición de un formato nuevo creado por Red Bull, al que titulaban "5 Vidas". En él, batalló contra freestylers como Yoiker, Jota, Rapder y Mecha, este último le terminó ganando en la final.
En agosto del mismo año, participó en La Liga Venom Internacional, celebrada en Toluca, México. La cual ganó tras enfrentarse a Red One en octavos, Cacha en cuartos, Maquiavélico en semifinales y Lobo Estepario en la final. Tras el evento el vallecano, declaró sentirse muy apoyado y agradeció al público asistente en el evento.
Diez días después de La Liga Venom Internacional, se anunció en las redes sociales de Urban Roosters que Chuty sería uno de los 10 participantes que formarían parte de la "FMS World Series", una liga internacional de FMS formada con los freestylers de mayor nivel y relevancia actual que se disputarían el título liguero en 5 sedes (Bolivia, Chile, Colombia, México y España). Además de Chuty, la lista la conforman: Gazir, Larrix, Valles-T, Letra, El Menor, Nitro, Kodigo, Aczino y Teorema.
El 30 de noviembre de 2024 se corona bicampeón del mundo en el Campeonato Mundial de Red Bull Freestyle 2024 tras vencer al también español Gazir. Horas más tarde, la organización decide proclamar como vencedor también a Gazir tras comprobar que uno de los miembros del jurado había votado réplica en vez de voto para Chuty (es la primera vez que el campeonato mundial se resuelve con dos vencedores). Por tanto, oficialmente, el resultado de la final fue un empate (se debió hacer una réplica) ya que las votaciones de los jueces fueron: 2 votos para Chuty, 2 réplicas y 1 voto para Gazir (para ganar se necesita la mayoría de los votos del jurado, es decir, al menos 3 votos de 5). Finalmente, horas más tarde, Gazir rechaza el título al considerar que no quiere ganarlo de esta manera: "no puedo permitirme cumplirlo de esta manera y que no sea una victoria con mi mano levantada en el centro de un estadio y con la gente que me apoya presente para vivirlo conmigo", mientras tanto, Chuty decide mantener su segundo campeonato mundial.

### Características
Desde sus comienzos, a Chuty se le ha distinguido por ser de los primeros en realizar doble tempo en España y por sus rimas cargadas de ingenio y dobles sentidos, las cuales han ido en aumento con el paso de los años, hasta convertirlo en uno de los mejores freestylers de la historia.
Gano popularidad por su capacidad de enlazar conceptos y usar estímulos para rapear, sobre todo en el formato FMS.

## Estadísticas
| Batallas competitivas | Batallas competitivas                                            | Batallas competitivas                                            | Batallas competitivas                        | Batallas competitivas                      | Batallas competitivas     |
| Año                   | Competición                                                      | Competición                                                      | Lugar                                        | Rival                                      | Puesto                    |
| --------------------- | ---------------------------------------------------------------- | ---------------------------------------------------------------- | -------------------------------------------- | ------------------------------------------ | ------------------------- |
| 2010                  | Hipnotik Festival Regional                                       | Hipnotik Festival Regional                                       | España, Madrid                               | vs. ?                                      | Campeón                   |
| 2010                  | Nuevos Ministerios (+ Vaganzia)                                  | Nuevos Ministerios (+ Vaganzia)                                  | España, Madrid                               | vs. Kensuke & Driak                        | Campeón                   |
| 2010                  | Hipnotik Festival Nacional                                       | Hipnotik Festival Nacional                                       | España, Barcelona                            | vs. Eude                                   | Cuartos de Final          |
| 2010                  | Urban Fighters Nacional (+ Mr. Ego)                              | Urban Fighters Nacional (+ Mr. Ego)                              | España, Madrid                               | vs. ?                                      | Campeón                   |
| 2010                  | Urban Fighters Revenge                                           | Urban Fighters Revenge                                           | España, Madrid                               | vs. Mr. Ego                                | Semifinales               |
| 2010                  | Cultura Urbana Nacional                                          | Cultura Urbana Nacional                                          | España, Madrid                               | vs. Skone                                  | Octavos de final          |
| 2011                  | Gold Battle Regional                                             | Gold Battle Regional                                             | España, Madrid                               | vs. Porro                                  | Tercer Lugar              |
| 2011                  | Gold Battle Nacional                                             | Gold Battle Nacional                                             | España, Barcelona                            | vs. El Negro                               | Campeón                   |
| 2011                  | Urban Festival Nacional                                          | Urban Festival Nacional                                          | España, Madrid                               | vs. Paulon                                 | Campeón                   |
| 2012                  | Hipnotik Festival Regional                                       | Hipnotik Festival Regional                                       | España, Madrid                               | vs. ?                                      | Campeón                   |
| 2012                  | Hipnotik Festival Nacional                                       | Hipnotik Festival Nacional                                       | España, Barcelona                            | vs. Kapo 013                               | Subcampeón                |
| 2012                  | General Rap                                                      | General Rap                                                      | España, Madrid                               | vs. ?                                      | Campeón                   |
| 2013                  | Red Bull Batalla de Los Gallos Regional                          | Red Bull Batalla de Los Gallos Regional                          | España, Madrid                               | vs. El Destro                              | Campeón                   |
| 2013                  | Red Bull Batalla de Los Gallos Nacional                          | Red Bull Batalla de Los Gallos Nacional                          | España, Sevilla                              | vs. Eude                                   | Campeón                   |
| 2013                  | Red Bull Batalla de Los Gallos Internacional                     | Red Bull Batalla de Los Gallos Internacional                     | Argentina, Buenos Aires                      | vs. Jony Beltrán                           | Semifinal                 |
| 2016                  | Red Bull Batalla de Los Gallos Regional                          | Red Bull Batalla de Los Gallos Regional                          | España, Madrid                               | vs. Kensuke                                | Campeón                   |
| 2016                  | Red Bull Batalla de Los Gallos Nacional                          | Red Bull Batalla de Los Gallos Nacional                          | España, Valencia                             | vs. Skone                                  | Subcampeón                |
| 2016                  | Double AA (Big Bang Festival)                                    | Double AA (Big Bang Festival)                                    | Argentina, Buenos Aires                      | vs. Papo                                   | Campeón                   |
| 2016                  | Red Bull Batalla de Los Gallos Internacional                     | Red Bull Batalla de Los Gallos Internacional                     | Perú, Lima                                   | vs. Jony Beltrán                           | Octavos de final          |
| 2017                  | Most Wanted Spain                                                | Most Wanted Spain                                                | España, Madrid                               | vs. BTA                                    | Campeón                   |
| 2017                  | Double AA                                                        | Double AA                                                        | Chile, Santiago de Chile                     | vs. Aczino                                 | Cuartos de Final          |
| 2017                  | Red Bull Batalla de Los Gallos Nacional                          | Red Bull Batalla de Los Gallos Nacional                          | España, Madrid                               | vs. Force                                  | Campeón                   |
| 2017                  | Red Bull Batalla de Los Gallos Internacional                     | Red Bull Batalla de Los Gallos Internacional                     | México, Ciudad de México                     | vs. Yenky One                              | Octavos de final          |
| 2017                  | Freestyle Master Series Nacional                                 | Freestyle Master Series Nacional                                 | España                                       | vs. Skone                                  | Campeón                   |
| 2018                  | God Level (+ Skone & Invert)                                     | God Level (+ Skone & Invert)                                     | Chile, Santiago de Chile                     | vs. Teorema, Nitro & Káiser                | Subcampeón                |
| 2018                  | God Level Fest                                                   | God Level Fest                                                   | Argentina, Buenos Aires                      | vs. Aczino                                 | Semifinales               |
| 2018                  | Liga de Freestyle Profesional (LFP)                              | Liga de Freestyle Profesional (LFP)                              | Perú, Lima                                   | vs. Aczino                                 | Campeón                   |
| 2018                  | BDM España Regional                                              | BDM España Regional                                              | España, Madrid                               | vs. Mark                                   | Campeón                   |
| 2018                  | Big Battle                                                       | Big Battle                                                       | España, Sevilla                              | vs. Mr. Ego                                | Campeón                   |
| 2018                  | Reyes del Freestyle                                              | Reyes del Freestyle                                              | España, Madrid                               | vs. Force                                  | Campeón                   |
| 2018                  | Double AA                                                        | Double AA                                                        | Chile, Santiago de Chile                     | vs. Teorema                                | Cuartos de Final          |
| 2018                  | Double AA                                                        | Double AA                                                        | Argentina, Buenos Aires                      | vs. Teorema                                | Cuartos de Final          |
| 2018                  | Supremacía MC Internacional                                      | Supremacía MC Internacional                                      | Perú, Lima                                   | vs. Teorema                                | Campeón                   |
| 2018                  | BDM Gold Nacional                                                | BDM Gold Nacional                                                | España, Madrid                               | vs. Bnet                                   | Campeón                   |
| 2018                  | BDM Deluxe Internacional                                         | BDM Deluxe Internacional                                         | Chile, Santiago de Chile                     | vs. Aczino                                 | Campeón                   |
| 2018                  | Freestyle Master Series Nacional                                 | Freestyle Master Series Nacional                                 | España                                       | vs. Walls                                  | Campeón                   |
| 2019                  | FNE                                                              | FNE                                                              | España, Asturias                             | vs. Walls                                  | Campeón                   |
| 2019                  | Ghetto Dreams League Internacional                               | Ghetto Dreams League Internacional                               | México, Guadalajara                          | vs. Aczino                                 | Cuartos de Final          |
| 2019                  | Pangea (+ Aczino)                                                | Pangea (+ Aczino)                                                | México, Ciudad de México                     | vs. Dominic & Cacha                        | Subcampeón                |
| 2019                  | God Level Fest All Stars (+ Skone & Force)                       | God Level Fest All Stars (+ Skone & Force)                       | México, Ciudad de México                     | vs. Wos, Trueno & Papo                     | Tercer Lugar              |
| 2019                  | God Level Fest All Stars (+ Skone & Force)                       | God Level Fest All Stars (+ Skone & Force)                       | Chile, Santiago de Chile                     | vs. Jaze, Nekroos & Choque                 | Cuartos de Final          |
| 2019                  | God Level Fest All Stars (+ Skone & Force)                       | God Level Fest All Stars (+ Skone & Force)                       | Perú, Lima                                   | vs. Jaze, Nekroos & Choque                 | Subcampeón                |
| 2019                  | God Level All Stars (+ Aczino)                                   | God Level All Stars (+ Aczino)                                   | Argentina, Buenos Aires                      | vs. Trueno & Letra                         | Cuartos de Final          |
| 2019                  | God Level All Stars (+ Aczino)                                   | God Level All Stars (+ Aczino)                                   | Perú, Lima                                   | vs. Papo & Skone                           | Campeón                   |
| 2019                  | God Level All Stars (+ Aczino)                                   | God Level All Stars (+ Aczino)                                   | Perú, Lima                                   | vs. Jaze & Stuart                          | Campeón                   |
| 2019                  | Supremacía MC Internacional                                      | Supremacía MC Internacional                                      | Perú, Lima                                   | vs. Aczino                                 | Subcampeón                |
| 2019                  | Freestyle Master Series Nacional                                 | Freestyle Master Series Nacional                                 | España                                       | vs. Bnet                                   | Campeón                   |
| 2020                  | God Level All Stars (+ Skone)                                    | God Level All Stars (+ Skone)                                    | Chile, Santiago de Chile                     | vs. Nitro & Káiser                         | Campeón                   |
| 2020                  | God Level All Stars (+ Skone)                                    | God Level All Stars (+ Skone)                                    | México, Monterrey                            | vs. Lit Killah & Mecha                     | Tercer Lugar              |
| 2020                  | God Level All Stars (+ Skone)                                    | God Level All Stars (+ Skone)                                    | España, Madrid                               | vs. Lancer Lirical & Letra                 | Campeón                   |
| 2020                  | God Level All Stars (+ Skone)                                    | God Level All Stars (+ Skone)                                    | México, España, Chile                        | vs. Papo & Stuart                          | Campeón                   |
| 2020                  | Ghetto Dreams League Internacional                               | Ghetto Dreams League Internacional                               | México, Guadalajara                          | vs. Teorema                                | Tercer Lugar              |
| 2020                  | Freestyle Master Series Internacional                            | Freestyle Master Series Internacional                            | Perú, Lima                                   | vs. Aczino                                 | Subcampeón                |
| 2020                  | En Tres Dos Uno Battles (+ BTA)                                  | En Tres Dos Uno Battles (+ BTA)                                  | España, Madrid                               | vs. Skone & Force                          | Campeón                   |
| 2021                  | USN World Summer Cup                                             | USN World Summer Cup                                             | España, Valencia                             | vs. Gazir                                  | Campeón                   |
| 2021                  | God Level Grand Slam World Edition (+ Skone, Gazir & Sara Socas) | God Level Grand Slam World Edition (+ Skone, Gazir & Sara Socas) | México, Monterrey                            | vs. Aczino, Rapder, Lobo Estepario & Karey | Campeón                   |
| 2021                  | BDM Deluxe Internacional                                         | BDM Deluxe Internacional                                         | México, Monterrey                            | vs. Acertijo                               | Campeón                   |
| 2021                  | The Fu**king King Internacional                                  | The Fu**king King Internacional                                  | Argentina, Córdoba                           | vs. Mecha                                  | Semifinales               |
| 2021                  | Supremacía MC Internacional                                      | Supremacía MC Internacional                                      | Perú, Lima                                   | vs. Nekroos                                | Campeón                   |
| 2022                  | Réplica, Combate de Estrellas (+ Tirpa)                          | Réplica, Combate de Estrellas (+ Tirpa)                          | España, Madrid                               | vs. Skone & Cacha                          | Campeón                   |
| 2022                  | USN World Summer Cup                                             | USN World Summer Cup                                             | España, Gijón                                | vs. Gazir                                  | Campeón                   |
| 2022                  | God Level All Stars (+ Marithea)                                 | God Level All Stars (+ Marithea)                                 | Colombia, Bogotá                             | vs. Lokillo & Letra                        | Cuartos de Final          |
| 2022                  | God Level All Stars (+ Marithea)                                 | God Level All Stars (+ Marithea)                                 | Chile, Santiago de Chile                     | vs. Valles T & Nitro                       | Tercer Lugar              |
| 2022                  | God Level All Stars (+ Marithea)                                 | God Level All Stars (+ Marithea)                                 | Argentina, Buenos Aires                      | vs. Skone & Nekroos                        | Campeón                   |
| 2022                  | God Level All Stars (+ Marithea)                                 | God Level All Stars (+ Marithea)                                 | España, Madrid                               | vs. Papo & Jaze                            | Cuarto Lugar              |
| 2022                  | God Level All Stars (+ Marithea)                                 | God Level All Stars (+ Marithea)                                 | Colombia, Argentina, Chile, España           | vs. Skone & Nekroos                        | Campeón                   |
| 2022                  | Supremacía MC Internacional                                      | Supremacía MC Internacional                                      | Perú, Lima                                   | vs. Marithea                               | Campeón                   |
| 2022                  | Freestyle Master Series Nacional                                 | Freestyle Master Series Nacional                                 | España                                       | vs. Gazir                                  | Subcampeón                |
| 2023                  | Freestyle Master Series Internacional                            | Freestyle Master Series Internacional                            | Colombia, Bogotá                             | vs. Mecha                                  | Campeón                   |
| 2023                  | Red Bull Batalla de Los Gallos Regional                          | Red Bull Batalla de Los Gallos Regional                          | España, Madrid                               | vs. Climax                                 | Campeón                   |
| 2023                  | Red Bull Batalla de Los Gallos Nacional                          | Red Bull Batalla de Los Gallos Nacional                          | España, Valencia                             | vs. Mnak                                   | Campeón                   |
| 2023                  | Red Bull Batalla de Los Gallos Internacional                     | Red Bull Batalla de Los Gallos Internacional                     | Colombia, Bogotá                             | vs. Fat N                                  | Campeón                   |
| 2023                  | Freestyle Master Series Nacional                                 | Freestyle Master Series Nacional                                 | España                                       | vs. Gazir                                  | Subcampeón                |
| 2024                  | Red Bull Batalla \| 5 Vidas                                      | Red Bull Batalla \| 5 Vidas                                      | Colombia, Bogotá                             | vs. Mecha                                  | Subcampeón                |
| 2024                  | Freestyle Master Series Internacional                            | Freestyle Master Series Internacional                            | México, Ciudad de México                     | vs. Larrix                                 | Tercer Lugar              |
| 2024                  | Liga Venom Internacional                                         | Liga Venom Internacional                                         | México, Ciudad de México                     | vs. Lobo Estepario                         | Campeón                   |
| 2024                  | Red Bull Batalla de Los Gallos Internacional                     | Red Bull Batalla de Los Gallos Internacional                     | España, Madrid                               | vs. Gazir                                  | Campeón                   |
| 2025                  | Freestyle Master Series World Series                             | Freestyle Master Series World Series                             | Bolivia, Chile, España, Colombia, México     | vs. Aczino                                 | Campeón                   |
| 2025                  | Freestyle Master Series Nacional                                 | Freestyle Master Series Nacional                                 | España                                       | vs. Gazir                                  | Campeón                   |
| 2025                  | Freestyle Master Series Internacional                            | Freestyle Master Series Internacional                            | El Salvador, San Salvador                    | vs Larrix                                  | Cuartos de final          |
| 2025                  | Freestyle Master Series World Series II                          | Freestyle Master Series World Series II                          | Chile, España, México, El Salvador, Colombia | vs.                                        | Por definir participación |
| 2025                  | Freestyle Master Series Nacional                                 | Freestyle Master Series Nacional                                 | España                                       | vs.                                        | Por definir participación |

| Exhibiciones | Exhibiciones                                      | Exhibiciones                                      | Exhibiciones                | Exhibiciones                      | Exhibiciones |
| Año          | Competición                                       | Competición                                       | Lugar                       | Rival                             |              |
| ------------ | ------------------------------------------------- | ------------------------------------------------- | --------------------------- | --------------------------------- | ------------ |
| 2014         | Madrid Urbano                                     | Madrid Urbano                                     | España, Madrid              | vs. Dtoke                         |              |
| 2015         | Red Bull Batalla de Los Gallos Regional           | Red Bull Batalla de Los Gallos Regional           | España, Mallorca            | vs. Kapo 013                      |              |
| 2016         | Beat ground                                       | Beat ground                                       | España, Madrid              | vs. Aczino                        |              |
| 2018         | North Music                                       | North Music                                       | España, Santander           | vs. Force                         |              |
| 2018         | BDM España                                        | BDM España                                        | España, Valladolid          | vs. Aczino                        |              |
| 2018         | LFP                                               | LFP                                               | Perú, Lima                  | vs. Yenki One                     |              |
| 2018         | Gold Battle España                                | Gold Battle España                                | España, Madrid              | vs. Force                         |              |
| 2018         | Cruce de Campeones                                | Cruce de Campeones                                | Argentina, Buenos Aires     | vs. Dtoke                         |              |
| 2018         | Ghetto Dreams League Internacional                | Ghetto Dreams League Internacional                | México, Monterrey           | vs. Jony Beltrán                  |              |
| 2019         | Red Bull Batalla de Los Gallos (+ Skone & Invert) | Red Bull Batalla de Los Gallos (+ Skone & Invert) | Argentina, Buenos Aires     | vs. Wos, Dtoke & Papo             |              |
| 2019         | Shaolin Battles                                   | Shaolin Battles                                   | México, Ciudad de México    | vs. Dominic                       |              |
| 2019         | Shaolin Battles                                   | Shaolin Battles                                   | México, Ciudad de México    | vs. Aczino                        |              |
| 2019         | Ghetto Dreams League Internacional                | Ghetto Dreams League Internacional                | México, Monterrey           | vs. Teorema                       |              |
| 2019         | Ghetto Dreams League Internacional                | Ghetto Dreams League Internacional                | México, Tijuana             | vs. Lit Killah                    |              |
| 2020         | Poseidon battles                                  | Poseidon battles                                  | Costa Rica, San José        | vs. SNK                           |              |
| 2020         | Urban Fest                                        | Urban Fest                                        | México, Hermosillo          | vs. Kaiser                        |              |
| 2020         | Urban Fest                                        | Urban Fest                                        | México, Tijuana             | vs. Aczino                        |              |
| 2020         | Urban Fest                                        | Urban Fest                                        | México, Querétaro           | vs. Teorema                       |              |
| 2020         | Urban Fest                                        | Urban Fest                                        | México, Mexicali            | vs. Cacha                         |              |
| 2020         | Urban Fest                                        | Urban Fest                                        | México, Puebla              | vs. Jony Beltrán                  |              |
| 2023         | GGUP Fest                                         | GGUP Fest                                         | España, Madrid              | vs. Bnet                          |              |
| 2023         | Kings League Finals                               | Kings League Finals                               | España, Barcelona           | vs. Bnet, Gazir & Skone           |              |
| 2023         | FMS Fusión                                        | FMS Fusión                                        | México, Guadalajara         | vs. Rapder                        |              |
| 2023         | Red Bull Batalla de Los Gallos                    | Red Bull Batalla de Los Gallos                    | Argentina, Buenos Aires     | vs. Rapder                        |              |
| 2024         | Lollapalooza                                      | Lollapalooza                                      | Chile, Santiago             | vs. Marithea, Nitro & Pepe Grillo |              |
| 2024         | Camp League - Sangre x Sangre                     | Camp League - Sangre x Sangre                     | México, Guadalajara         | vs. Jony Beltrán                  |              |
| 2024         | Camp League - Sangre x Sangre                     | Camp League - Sangre x Sangre                     | México, Guadalajara         | vs. Stuart                        |              |
| 2024         | Misión Hip Hop                                    | Misión Hip Hop                                    | Estados Unidos, Miami       | vs. Letra                         |              |
| 2024         | La Liga de la calle                               | La Liga de la calle                               | Estados Unidos, Los Angeles | vs. Yenki One                     |              |
| 2024         | Red Bull Batalla de Los Gallos                    | Red Bull Batalla de Los Gallos                    | Estados Unidos, Miami       | vs. Reverse                       |              |

## Palmarés
Chuty es un referente indiscutible en el mundo del freestyle, acumulando un palmarés envidiable a lo largo de su carrera. Con un total de 47 títulos oficiales, 19 de ellos de carácter internacional, 5 semi-internacionales, 15 nacionales y 8 regionales, Chuty ha demostrado su talento y versatilidad en las competencias más prestigiosas. Sus victorias en eventos de renombre, lo consagran como uno de los grandes exponentes del freestyle a nivel mundial, acumulando 7 títulos de Red Bull Batalla de los Gallos, 6 anillos de Freestyle Master Series, 4 campeonatos de God Level y BDM, y 3 títulos de Supremacía MC. 
| Palmares                                     | Palmares                      | Palmares                      | Palmares       | Palmares             |                      |
| Competición                                  | Campeón                       | Campeón                       | Subcampeón     | Tercero/Semi         |                      |
| -------------------------------------------- | ----------------------------- | ----------------------------- | -------------- | -------------------- | -------------------- |
| FMS España                                   | 4 (2017, 2018, 2019, 2024/25) | 4 (2017, 2018, 2019, 2024/25) | 2 (2022, 2023) | -                    |                      |
| FMS Internacional                            | 1 (2023)                      | 1 (2023)                      | 1 (2020)       | 1 (2024)             |                      |
| FMS Wordl Series                             | 1 (2024/25)                   | 1 (2024/25)                   | -              | -                    |                      |
| Red Bull Batalla de los Gallos Internacional | 2 (2023, 2024)                | 2 (2023, 2024)                | -              | 1 (2013)             |                      |
| Red Bull Batalla de los Gallos Nacional      | 3 (2013, 2017, 2023)          | 3 (2013, 2017, 2023)          | 1 (2016)       | -                    |                      |
| Red Bull Batalla de los Gallos Regional      | 3 (2013, 2014, 2023)          | 3 (2013, 2014, 2023)          | -              | -                    |                      |
| God Level (Giras)                            | 4 (2019, 2020, 2021, 2022)    | 4 (2019, 2020, 2021, 2022)    | 1 (2018)       | 1 (2018)             |                      |
| God Level (Fechas)                           | 4 (2019, 2020, 2020, 2022)    | 4 (2019, 2020, 2020, 2022)    | 1 (2019)       | 3 (2019, 2020, 2022) | 3 (2019, 2020, 2022) |
| Supremacia MC Internacional                  | 3 (2018, 2021, 2022)          | 3 (2018, 2021, 2022)          | 1 (2019)       | -                    |                      |
| BDM Internacional                            | 2 (2018, 2021)                | 2 (2018, 2021)                | -              | -                    |                      |
| BDM Nacional                                 | 1 (2018)                      | 1 (2018)                      | -              | -                    |                      |
| BDM Regional                                 | 1 (2018)                      | 1 (2018)                      | -              | -                    |                      |
| USN Wordl Summer Cup                         | 2 (2021, 2022)                | 2 (2021, 2022)                | -              | -                    |                      |
| Hipnotic Festival Regional                   | 2 (2010, 2012)                | 2 (2010, 2012)                | -              | -                    |                      |
| Urban Fighters                               | 1 (2010)                      | 1 (2010)                      | -              | 1 (2010)             |                      |
| Liga Venom Internacional                     | 1 (2024)                      | 1 (2024)                      | -              | -                    |                      |
| Réplica, Combate de Estrellas                | 1 (2022)                      | 1 (2022)                      | -              | -                    |                      |
| General Rap                                  | 1 (2012)                      | 1 (2012)                      | -              | -                    |                      |
| Double AA                                    | 1 (2016)                      | 1 (2016)                      | -              | -                    |                      |
| Most Wanted Spain                            | 1 (2017)                      | 1 (2017)                      | -              | -                    |                      |
| Liga de Freestyle Profesional                | 1 (2018)                      | 1 (2018)                      | -              | -                    |                      |
| En Tres Dos Uno Battles                      | 1 (2020)                      | 1 (2020)                      | -              | -                    |                      |
| FNE                                          | 1 (2019)                      | 1 (2019)                      | -              | -                    |                      |
| Gold Battle Nacional                         | 1 (2011)                      | 1 (2011)                      | -              | -                    |                      |
| Urban Festival Nacional                      | 1 (2011)                      | 1 (2011)                      | -              | -                    |                      |
| Big Battle                                   | 1 (2018)                      | 1 (2018)                      | -              | -                    |                      |
| Reyes del Freestyle                          | 1 (2018)                      | 1 (2018)                      | -              | -                    |                      |
| Nuevos Ministerios                           | 1 (2010)                      | 1 (2010)                      | -              | -                    |                      |
| Red Bull 5 vidas                             | -                             | -                             | 1 (2024)       | -                    |                      |
| Pangea                                       | -                             | -                             | 1 (2019)       | -                    |                      |
| Hipnotic Festival Nacional                   | -                             | -                             | 1 (2012)       | -                    |                      |
| Guetto Dreams                                | -                             | -                             | -              | 1 (2020)             |                      |
| The Fu**king King Internacional              | -                             | -                             | -              | 1 (2021)             |                      |
| Gold Battle Regional                         | -                             | -                             | -              | 1 (2011)             |                      |

## Discografía

### Álbumes
- Km0 (2013)
- Tirando la puerta abajo, con DJ Verse (2014)

### Sencillos
- No lucho por los demás (con DJ Verse) - Km0
- La gran Creación (con Raúl Luengo) - Km0
- Quién dominó el top ten con (DJ Verse) - Km0
- Ni contigo ni sin ti (con Miriam Gisbert) - Km0
- Hoy más Sergio que Chuty - Km0
- Ahora todos - Km0
- No estoy de ánimo (con DJ Verse) - Km0
- Fuck haters - Km0
- Tirando la puerta abajo - Tirando la puerta abajo
- No somos la moda - Tirando la puerta abajo
- Estaré ahí - Tirando la puerta abajo
- Sigo en la cima - Tirando la puerta abajo
- A mi manera - Tirando la puerta abajo
- Vuestro segundo plano - Tirando la puerta abajo
- Quisieron compararse - Tirando la puerta abajo
- Vergüenza nacional - Tirando la puerta abajo
- Bajo presión (con DJ Verse)
- Tarde o temprano (con Khan)
- Cada vez menos yo (con Miriam Gisbert)
- Tres segundos
- Bitcoin
- Coge tu copa